# Roland Dyens
Roland Dyens (Tunisi, 19 ottobre 1955 – Parigi, 29 ottobre 2016) è stato un chitarrista, compositore e arrangiatore francese.

## Biografia
Roland Dyens nacque il 19 ottobre 1955 in Tunisia, ma di cittadinanza francese (essendo suo nonno Jean naturalizzato francese intorno al 1915). Nel 1961 con la famiglia (i genitori Robert, Nina e sua sorella Laura) si trasferì dapprima a Parigi, poi a Meudon (Hauts de Seine), sempre nei pressi della capitale. Primogenito di quattro figli, la sua era una famiglia di artisti: suo padre era un pittore, mentre sua madre aveva una passione per il teatro classico e la passione per le arti che venne condivisa da tutti i suoi familiari, nonché dai suoi quattro figli. Suo zio Gorges Dyens (1932-2015), scultore d'avanguardia franco-canadese, fu vincitore del prestigioso Prix de Rome e della Biennale di Parigi e visse dal 1962 al 1965 all'Accademia di Francia a Roma, a Villa Medici. Il fratello minore di Roland, Bruno, scomparso prematuramente nel 1993, fu dedicatario del brano "Nuits" per chitarra sola, scritto da suo fratello.
Roland Dyens, oltre che concertista, compositore e arrangiatore, dal 2000 al 2016 è stato anche un apprezzato docente al Conservatoire de Paris. Iniziò a studiare chitarra all'età di nove anni con l'insegnante di chitarra Robert Maison. Quattro anni dopo divenne allievo del maestro spagnolo Alberto Ponce, nella classe del quale ottenne, nel 1976, la Licenza di Concerto dalla École Normale de Musique de Paris. Parallelamente allo studio del suo strumento, studiò anche composizione seguendo i preziosi insegnamenti del compositore e direttore d'orchestra Désiré Dondeyne, sotto la cui guida conseguì un primo premio in armonia, contrappunto e analisi musicale.
Gli anni novanta furono un periodo denso di cambiamenti nell'attività didattica di Dyens: inizialmente docente di conservatorio al conservatorio di musica e danza di Clamart (Hauts de Seine), per motivi personali lasciò l'impiego. Nei successivi anni peregrinò in diverse scuole, in modo tale da continuare la sua attività di docente. Dapprima insegnò all'École américaine, in seguito privatamente alla Salle Pleyel. Infine, su invito del direttore (nonché amico e collega) Jean Christophe Hoarau, per diversi anni insegnò nella Ecole ATLA, scuola di musica jazz e rock nella quale Dyens ideò e tenne un corso di interpretazione classica, arrangiamento, armonia e improvvisazione. Successore alla cattedra del suo maestro Alberto Ponce, dal 2000 fu docente al Conservatoire de Paris. Valse en Skaï, dedicato al chitarrista napoletano Aniello Desiderio, è uno dei suoi brani più noti, ma spesso gli esecutori si cimentano con la più estesa Libra Sonatine (1986), suddivisa in tre movimenti: "India", "Largo" e "Fuoco", composto da Dyens dopo un attacco di cuore.
Roland Dyens morì il 29 ottobre 2016.

## L'attività
Roland Dyens ha diviso il suo tempo in giro per il mondo tra concerti, composizione e insegnamento; questa triplice attività è stata anche la base del suo successo.
Roland aveva un variopinto e sensibile approccio alla chitarra, un'apertura mentale che gli ha permesso di fondere tutte le forme musicali l'una con l'altra. Anche coloro che non avessero familiari i contorni e le sfumature del recital chitarristico, spesso testimoniarono un'ispirata scoperta dello strumento e del suo potenziale musicale.
La sua presenza scenica, le sue improvvisazioni all'apertura dei concerti e il rapporto con gli ascoltatori, lo posizionano nell'avanguardia della performance chitarristica contemporanea. La sua musica è stata parte integrante del repertorio dello strumento, garantendo all'artista un ingresso a pieno titolo nel selezionato gruppo di chitarristi e compositori che vantano una così privilegiata posizione. Le sue composizioni ed i suoi arrangiamenti sono ampiamente eseguiti e acclamati in tutto il mondo, fornendo anche una testimonianza di come questo concertista e compositore non abbia mai smesso di sfidare i limiti del suo strumento.
Il numero crescente degli uditori e degli allievi effettivi nelle masterclass di Roland Dyens fu dovuto probabilmente alla profondità del suo approccio, ricco di tematiche innovative. Con un acuto senso della qualità e della forza emotiva, la sua naturale abilità di comunicare con le successive generazioni trasformava le formalità della masterclass in un felice incontro personale. Tra i risultati più prestigiosi conseguiti negli anni iniziali della sua carriera ci sono il premio speciale del Concorso Internazionale Città di Alessandria (Italia) e il prestigioso Grand Prix du Disque dell'Accademia Charles Cros, entrambi ottenuti in onore del grande compositore brasiliano Heitor Villa-Lobos.
All'età di 25 anni si diplomò alla Fondazione Menuhin. Otto anni dopo, fu classificato dalla rivista Guitarist come uno tra i migliori chitarristi del mondo in tutti gli stili. Il 30 settembre 2006 ha ricevuto il premio della "Chitarra d'oro 2006" per i suoi lavori di composizione dalla direzione del "Concorso di Chitarra Classica (Città di Alessandria)". Nello stesso anno iniziò a collaborare con la casa editrice Productions d'OZ. Nel 2007, gli organizzatori del prestigioso concorso internazionale "Guitar Foundation of America", tenutosi quell'anno nella città di Los Angeles, gli commissionarono il set piece per la competizione ed egli compose Anyway (Les Editions Doberman-Yppan Québec, Canada), brano accolto positivamente nell'ambiente chitarristico internazionale. In questo concorso, sei studenti di Roland Dyens del conservatorio di Parigi (tra cui Jeremy Jouve e Raphael Feuillatre) hanno conseguito primi premi assoluti.
Nell'ottobre 2007, durante il suo tour autunnale in Nord America, il Winnipeg Free Press (attivo dal 1872) gli assegnò una votazione di 5 stelle per il suo concerto, tenuto il 6 ottobre a Winnipeg. Fu il secondo caso di conseguimento di una votazione così alta dal 1872. Il 9 novembre 2008 ha diretto la prima esecuzione assoluta di  "Soleil Levants", scritta per orchestra di chitarre commissionata dall'associazione degli ensemble di chitarre del Giappone, in occasione della commemorazione del ventennale del sodalizio celebrato presso il Nakano Sunplaza di Tokyo. Il 21 gennaio 2010 Roland Dyens, forse anche per la sua interessante e fortunata rielaborazione per chitarra classica del celeberrimo brano "Nuages", è stato l'unico chitarrista classico invitato a partecipare al concerto tributo a Django Reinhardt in occasione del centenario della sua nascita, durante un concerto tenuto da 100 chitarristi al Théâtre du Châtelet di Parigi.
Nel 2011, in occasione del suo recital all'International Cordoba Guitar Festival, ottenne come più alto riconoscimento il Five Stars dalla stampa spagnola, pubblicando la sua recensione col titolo "Roland Dyens, El mago de la guitarra". Fino al 2016, tra i compositori viventi, Roland Dyens ha occupato la posizione più alta nella "Top 100" delle opere originali per chitarra più registrate al mondo; tre dei suoi pezzi fanno ufficialmente parte di questa classificazione, frutto del lavoro omonimo pubblicato nel 2013 dal musicologo canadese Enrique Robichaud. Nel 2015 la Guitar Foundation of America (GFA) gli ha assegnato il prestigioso premio "Artistic Achievement Award", riservato a chitarristi, compositori, pedagoghi e geni che hanno dato un "contributo monumentale allo sviluppo dell'arte e della vita della chitarra classica"; la sua famiglia ha ricevuto questo premio nel 2017, durante un tributo organizzato dal GFA di Los Angeles.

## Lo stile
L'interpretazione chitarristica di Roland Dyens presenta numerosi ed approfonditi aspetti legati all'approccio contemporaneo ed artistico della chitarra. Alla domanda su quale pensasse fosse l'aspetto più importante della tecnica della chitarra, Dyens nel 2000 rispose: «Da figlio di un pittore, direi il colore. La chitarra è uno strumento molto speciale, non si tratta solo di sei [corde] vibranti ma anche del modo in cui le facciamo vibrare. Abbiamo molte possibilità: con la punta del dito, con il dito, con entrambi i lati e così via, e poi il punto in cui tocchiamo la [corda] e con quale [angolo]. Sono tutti possibili colori. Ci sono milioni di combinazioni per noi, per determinare un colore di cui abbiamo bisogno. Sembra che non usare questa possibilità di colori, non considerandone l'importanza, sia come avvicinarsi alla chitarra senza incontrare realmente lo strumento».
La passione di Dyens per il colore e l'espressività tonale si manifesta nel tipo e nei dettagli delle pedisseque e allo stesso tempo nelle indicazioni esecutive nelle sue partiture, che tracciano la gamma e la raffinatezza della sua espressione musicale. L'enfasi che Dyens pone sull'espressività musicale si riflette nella sua costante determinazione ad esprimere la carica emotiva della canzone originale. Come risultato di questa determinazione, le partiture pubblicate da Dyens sono piene di indicazioni esecutive molto dettagliate. Le sue registrazioni sono molto fedeli alle indicazioni sull'esecuzione di questi spartiti. Queste indicazioni esecutive coprono ad esempio aree ritmiche, dinamiche, di articolazione, indicazioni melodiche, armonici, ed effetti e/o tecniche speciali che includono abbellimenti agogici sviluppati: spesso il rubato, tremolo modulato (portamento) per imitare le Ondes Martenot elettroniche, pizzicato coi polpastrelli, glissandi, tremolo con corde incrociate e bicordi arpeggiati sulla linea melodica; l'obiettivo di Dyens è quello di utilizzare tutte le possibilità della chitarra per esprimere il significato della versione originale che ha usato.

## Discografia

### Album in studio
- 1985 - Hommage à Georges Brassens, con il quartetto "Quatuor Enesco"
- 1989 - Ao Vivo
- 1990 - Heitor Villa-Lobos/Les Préludes
- 1991 - Chansons françaises volume 1
- 1995 - Chansons françaises volume 2
- 1997 - Concierto de Aranjuez
- 1999 - Nuages
- 1999 - Villa-Lobos: Guitar Concerto, etc
- 1999 - Concerto en Si for guitar and ensemble of 21 guitars
- 2001 - 20 Lettres
- 2001 - Citrons Doux
- 2003 - Night And Day
- 2007 - Sor & Giuliani con il Quatuor Arthur-LeBlanc
- 2009 - Naquele Tempo

## Composizioni (suddivise per organico)

### Chitarra sola
- After christmas Feeling
- "3 Saudades" Editions Hamelle Paris - France
- "Anyway" - 2007 GFA set piece - Les Editions Doberman-Yppan Québec, Canada
- Chansons françaises Vol.1 (solo guitar)
- Chansons françaises Vol.1 (solo guitar - tablatures)
- Chansons françaises Vol.2 (solo guitar)
- Citrons doux et le Quatuor Accorde (solo guitar)
- Eloge de Léo Brouwer (solo guitar, 1987)
- Hommage à Frank Zappa (solo guitar, 1994)
- "Hommages à Marcel Dadi / Pavane de Ravel" (arr Dyens) - Editions Orphée Colombus - USA
- Hommage à Villa-Lobos (solo guitar, 1986)
- Les 100 de Roland Dyens (100 pieces including 2 duets, 2 quartets & 1 trio) for beginners and medium to advanced level.
- L.B. Story (solo guitar)
- 20 Lettres (solo guitar, 2001), include: Lettre à Sidney, Lettre à la Seine, Lettre noire, Lettre à soi-meme, Lettre francaise, Lettre a mi-longue, Lettre latine, Venezuelettre, Lettre à Claude et Maurice, Lettre à la vieille Angleterre, Lettre Nordestine (à Odair Assad), Lettre à demain, Lettre et le néant, Lettre au calme, Lettre à Jacques Cartier, Lettre à Isaac, Emilio et les autres, Lettre encore…(à Elena Papandreou), Lettre à la saudade, Lettre à Julia Florida, Lettre à Monsieur Messiaen.
- Libra Sonatine (solo guitar, 1985)
- Lulla by Melissa (solo guitar)
- Mambo des Nuances et Lille Song (solo guitar, 1994)
- Mes arrangements à l'amiable (solo guitar), include: Chopin – Mazurka op. 68 nº4, Chopin – Valse op. posthume 69 nº1, Chopin – Valse op. posthume 69 nº2, Villoldo – El Choclo, Monk – Round Midnight, Satie – Gnossienne nº1, Columbo/Murena – Indiffèrence, Reinhardt – Nuages, De Moraes/Jobim - Felicidade
- Muguet et L'Allusive (solo guitar)
- "Naquele Tempo" 10 arrangements on Brazilian genius Pixinguinha's music (2009), include: Proezas de solon, desprezado, rosa, atencioso, ingenuo, gargalhada, oscarina, lamentos, naquele tempo, carinhoso, um a zero
- "Night and Day" - Jazz Arrangements - Guitar Solo Publications San Francisco – USA, include: Simons – All of me, Thielemans – Bluesette, Porter – Night and Day, Garner – Misty, Hammerstein II – All the things you are, Arlen – Over the rainbow, Strayhorn – Take the A train, Porter – I love Paris, Gillespie – A night in Tunisia, Van Heusen – Polkadots and moonbeams (Guitar and vibraphone o marimba)
- Santo Tirso (solo guitar, 1996)
- Pavane pour une infante défunte (Ravel, arrangement, 1996)
- Songe Capricorne (solo guitar)
- Tango en Skaï (solo guitar)
- Triaela (solo guitar, 2001)
- Tel Guillaume
- The wiz
- Triste musette
- Trois (3) pièces polyglottes - Valse des loges, Flying Wigs & Sols d'Ièze (solo guitar)
- Valse des anges (solo guitar, 2005)
- Valse en skaï (solo guitar)
- Ville d'Avril (solo guitar, 1997)
- June – Barcarolle op. 37 nº6 by Tchaikovsky arranged for solo guitar (ca 8mn - level 5)
- Comme le jour... (solo guitar - 4 to 5mn - level 3 to 4, 2008)
- Djembe (for solo guitar, 2007)
- YOYO, Musica per il Libro-CD "Hôtel de la Guitare bleue» Editions Gallimard-Jeunesse (2008)"
- Tango by Albéniz arranged for solo guitar
- The Delights of Jetlag (solo guitar - set piece at 2012 Antony Intl Competition).
- The Last Tango, music for Astor Piazzolla arranged for guitar solo (2016)

### Due chitarre
- Côté Nord (Eloge de duo Assad) (1993)
- Comme des grands (3 duos: Gloomy light, Il funghetto, Clown blanc - ca 10mn - level 2 to 3)
- Niteroi (Hommage a Oscar Niemoyer) - ca 6.30mn
- Hakuju pulse

### Tre chitarre
- Varna - Future Memories (guitar trio) - ca 6.30mn

### Quattro chitarre
- Au fil de l'Aude (for 4 guitars or guitar ensemble)
- Brésils (4 guitars or ensemble, 2002)
- French Pot-Pourri (for guitar quartet or ensemble, 1999)
- Hamsa (4 guitars or guitar ensemble, 1998)
- Suite Polymorphe (4 guitars or guitar ensemble, 2000)
- Variations sur un thème de la "Flûte Enchantée" Mozart/ Sor (4 guitars or guitar ensemble, 2001)
- Ville d'Avril (4 guitars or guitar ensemble, 1997)
- Alfonsina y el mar (arr. For guitar solo, guitar quartet or guitar ensemble, 2006)
- April Song (for guitar quartet or guitar ensemble - 5mn30 - level 3 to 4, 2013)
- Austin Tango (for guitar quartet or guitar ensemble - ca 3mn45 - level 2 to 3, 2009)
- Carillons (for guitar quartet or ensemble + optional bass - 5.30 to 6mn - level 3 to 4)
- Comme un rond d'eau (guitar quartet - ca 7.30 mn - level 5)
- Dansk Pot Pourri (6 or 7 arrangements on old Danish songs arranged for guitar quartet or guitar ensemble, 2006)
- La Valse à mi-temps - Half-time Waltz - also known as La Colmarienne (for guitar quartet or guitar ensemble - ca 6mn - level 3 to 4, 2010)
- Seul à seuls - short comédie musicale for quartet or ensemble
- Soleils levants (pour quatuor ou ensemble de guitares, for quartet or guitar ensemble, 2008).

### Da cinque chitarre in poi
- Aria (da H. Villa-Lobos – Bachianas Brasileiras nº5) (guitar quintet)
- Côté Sud (guitar octet - quartet possible)
- Rythmaginaires (guitar octet, 1989)
- Festival de Paris (for guitar orchestra or guitar quintet with bass - ca 5.30mn - level 5, 2014)
- The Bolero of Ravel - Arranged for guitar ensemble - (composé en 1992, édité en 2017)
- Four moods and coda (for guitar orchestra)
- Tambourou (for guitar orchestra and 4 percussions, 2016)

### Concerti
- Concertino de Nürtingen (solo guitar & guitar ensemble, 2004)
- Concerto en si (solo guitar & guitar ensemble)
- Concerto métis (guitar & piano)
- Concerto métis (solo guitar & string orchestra, 1990)
- Concertomaggio (2 guitars and string orchestra, 1999)

### Chitarra e quartetto d'archi
- Rossiniana nº1 d'après Mauro Giuliani (solo guitar & string quartet, 2001)
- Tango en Skaï (solo guitar & string quartet)
- "7 Études de Sor" (arrangements pour guitare et quatuor à cordes/ arranged for Guitar and String Quartet, 2005)
- Djembe (version for guitar, flute and string quartet, 2007)

### Musica da camera
- Traveling Sonata (Sonata for flute and guitar - ca 17mn)
- Alfonsina y el mar, O sole mio (from 2 famous popular melodies for mandoline and guitar, 2006)

## Composizioni (suddivise per ente di pubblicazione)

### Edizioni Henry Lemoine
- Aria (guitar quintet)
- Brésils(4 guitars or ensemble)
- Chansons françaises Vol.1 (solo guitar)
- Chansons françaises Vol.1 (solo guitar - tablatures)
- Chansons françaises Vol.2 (solo guitar)
- Citrons doux et le Quatuor Accorde (solo guitar)
- Concertino de Nürtingen (solo guitar & guitar ensemble)
- Concerto en si (solo guitar & guitar ensemble)
- Concerto métis (guitar & piano)
- Concerto métis (solo guitar & string orchestra)
- Concertomaggio (2 guitars and string orchestra)
- Côté Nord (2 guitars)
- Côté Sud (guitar octet - quartet possible)
- Eloge de Léo Brouwer (solo guitar)
- French Pot-Pourri (for guitar quartet or ensemble)
- Hamsa (4 guitars or guitar ensemble)
- Hommage à Franck Zappa (solo guitar)
- Hommage à Villa-Lobos (solo guitar)
- L.B. Story (solo guitar)
- Lettres - 20 (solo guitar)
- Libra Sonatine (solo guitar)
- Lulla by Melissa (solo guitar)
- Mambo des Nuances et Lille Song (solo guitar)
- Mes arrangements à l'amiable (solo guitar)
- Muguet et L'Allusive (solo guitar)
- Rossiniana nº1 d'après Mauro Giuliani (solo guitar & string quartet)
- Rythmaginaires (guitar octet)
- Santo Tirso (solo guitar)
- Songe Capricorne (solo guitar)
- Suite Polymorphe (4 guitars or guitar ensemble)
- Tango en Skaï (solo guitar & string quartet)
- Tango en Skaï (solo guitar)
- Traveling Sonata (Sonata for flute and guitar - ca 17mn)
- Triaela (solo guitar)
- Trois (3) pièces polyglottes - Valse des loges, Flying Wigs & Sols d'Ièze (solo guitar)
- Valse des anges - Angel's waltz (solo guitar)
- Valse en skaï (solo guitar)
- Variations sur un thème de la "Flûte Enchantée" Mozart/ Sor (4 guitars or guitar ensemble)
- Ville d'Avril (4 guitars or guitar ensemble)
- Ville d'Avril (solo guitar)

### Les Productions d'OZ
- "7 Études de Sor" (arrangements pour guitare et quatuor à cordes/ arranged for Guitar and String Quartet)
- 2 famous popular melodies for mandoline and guitar (Alfonsina y el mar & O sole mio)
- Alfonsina y el mar (arrangement for guitar quartet or guitar ensemble)
- Alfonsina y el mar (arrangement for mandoline & guitar)
- April Song (for guitar quartet or guitar ensemble - 5mn30 - level 3 to 4)
- Austin Tango (for guitar quartet or guitar ensemble - ca 3mn45 - level 2 to 3)
- Barcarolle by Tchaikovsky arranged for solo guitar (ca 8mn - level 5)
- Carillons (for guitar quartet or ensemble + optionnal bass - 5.30 to 6mn - level 3 to 4)
- Comme des grands (3 duos - ca 10mn - level 2 to 3)
- Comme le jour...(solo guitar - 4 to 5mn - level 3 to 4)
- Comme un rond d'eau (guitar quartet - ca 7.30 mn - level 5)
- Dansk Pot Pourri (6 or 7 arrangements on old Danish songs arranged for guitar quartet or guitar ensemble)
- Djembe (for solo guitar)
- Djembe (version for guitar, flute and string quartet)
- Festival de Paris (for guitar orchestra or guitar quintet with bass - ca 5.30mn - level 5)
- La Valse à mi-temps - Half-time Waltz - also known as La Colmarienne (for guitar quartet or guitar ensemble - ca 6mn - level 3 to 4)
- Niteroi (guitar duet) - ca 6.30mn
- Seul à seuls - short comédie musicale for quartet or ensemble
- Soleils levants (pour quatuor ou ensemble de guitares / for quartet or guitar ensemble).
- Tango by Albéniz arranged for solo guitar (ca 3mn - level 4 to 5)
- Varna-Future Memories (guitar trio) - ca 6.30mn
- The Delights of Jetlag (solo guitar - set piece at 2012 Antony Intl Competition).
- Les 100 de Roland Dyens (100 pieces including 2 duets, 2 quartets & 1 trio) for beginners and medium to advanced level. To be published by 2013 & 2014
- The Bolero of Ravel - Arranged for guitar ensemble - (composé en 1992, édité en 2017)
- The Last Tango, music for Astor Piazzolla arranged for guitar solo (2016)

### Pubblicazioni varie
- "3 Saudades", Editions Hamelle, Paris - France
- "Anyway" - 2007 GFA set piece, Les Editions Doberman-Yppan, Québec, Canada
- Night and Day - Jazz Arrangements, Guitar Solo Publications, San Francisco - USA
- Hommages à Marcel Dadi / Pavane de Ravel / arrgt Dyens, Editions Orphée, Colombus - USA
- Naquele Tempo, 10 arrangements on Brazilian genius Pixinguinha's music, including Carinhoso, Lamentos, Rosa etc., Guitar Solo Publications, (San Francisco - USA)

## DVD
- 2008 - Anyway

### Articoli
- (EN) Jazz Mind and Classical Hands - Roland Dyens and his Style of Arranging and Performing (2005) di Michelle Birch
- (EN) Homage in the Solo Guitar Music of Roland Dyens Thesis (2006) di Sean Beavers

### Interviste
- (EN) An interview with Roland Dyens Archiviato il 3 marzo 2016 in Internet Archive. di Sofia Mazi (luglio 2006; Arnea, Halkidiki, Greece)